# Calyptrion arboreum
Calyptrion arboreum (L.) Paula-Souza – gatunek roślin z rodziny fiołkowatych (Violaceae). Występuje naturalnie w Meksyku, Belize, Gwatemali, Salwadorze, Hondurasie, Nikaragui, Kostaryce, Panamie, Kolumbii, Wenezueli, Gujanie, Surinamie, Gujanie Francuskiej, Ekwadorze, Peru, Boliwii oraz Brazylii (w stanach Acre, Amazonas, Amapá, Pará, Rondônia, Roraima i Maranhão). 

## Morfologia
PokrójZimozielony krzew o pnących pędach.
LiścieBlaszka liściowa ma eliptyczny kształt. Mierzy 6–11 cm długości oraz 1,5–5 cm szerokości, jest niemal całobrzega lub karbowana na brzegu, ma klinową nasadę i spiczasty wierzchołek. Ogonek liściowy jest owłosiony.
KwiatyPojedyncze lub zebrane w pęczkach, wyrastają z kątów pędów lub niemal na ich szczytach. Mają 5 działek kielicha o owalnym kształcie i dorastających do 3 mm długości. Płatków jest 5, są podługowate (z przodu zaopatrzone w cylindryczną ostrogę) i mają białą barwę oraz 15–30 mm długości.
OwoceTorebki mierzące 5 cm długości, o jajowatym kształcie.

## Biologia i ekologia
Rośnie w lasach oraz na brzegach cieków wodnych. Występuje na wysokości do 500 m n.p.m.